# Тарот
Тарот, таро или тарок (фр. Le Tarot, итал. Tarocchi) илустровани је шпил карата, настао средином 15. века у западној Европи. Првобитно је осмишљен као шпил за играње друштвених игара. Између осталих, њиме се играју тарокини, тарок, таро и кенигруфен. Од 18. века тарот почиње да се користи и за предвиђање судбине. Временом је заузео широку примену у окултизму.
Број карата у шпилу варирао је од земље до земље. Данас шпил обично обухвата 78 карата које се деле на велику и малу аркану. Велика аркана састоји се од 22 карте које су нумерички поређане од „Луде” (означена нулом) до „Универзума” (означеног бројем 22). Мала аркана има 56 карата и оне су подељене на четири групе: мачеве. пехаре, динаре и штапове. Свака од ових група састоји се из 14 карата - четири дворске карте (краљ, краљица, витез и паж) и десет карата нумерички поређаних од један до десет. Најпознатији шпилови тарота за гатање су Марсејски и Рајдер-Вајтов шпил, али су данас на тржишту присутни различито дизајнирани шпилови. Окултисти верују да се тарот: ...служи језиком симбола - језиком несвесног који нам, уколико му правилно приступимо, може отворити скривене одаје наше душе. Ум који се бави таротом разоткрива значења која често не могу бити јасно дефинисана у светлу и свету разума. Тарот тако спаја човекову реалност с реалношћу духа, повезујући различите нивое стварности и отварајући нам врата кроз која раније нисмо могли пролазити." Не постоје никакви научни докази да се таротом може предвидети будућност.
Међу земљама енглеског говорног подручја у којима се ове игре не играју у великој мери, доступне су само посебно дизајниране картомантичне тарот карте и оне се првенствено користе за новине и гатачке сврхе. Рани француски окултисти су тврдили да тарот карте имају езотеричне везе са древним Египтом, Кабалом, индијском тантром или ај чингом и ове тврдње су од тада често понављали аутори о прорицању карата. Међутим, научна истраживања су показала да су тарот карте измишљене у северној Италији средином 15. века и потврдила да не постоје историјски докази о употреби тарот карата за прорицање све до касног 18. века. У окултној традицији, тарот карте се помињу као 'аркане'; при чему се глупан и 21 адут називају велика аркана, а сет карата мала аркана. Међутим, ове термине не користе играчи тарот игара.
Тарот карте, својевремено познате као тароки, први пут су се појавиле у Ферари и Милану у северној Италији, са глупаном и 21 адута (тада назван трионфи) који су додати стандардном италијанском пакету од четири одела: палице, монете, пехари и мачеви. Научници су утврдили да су ране европске карте вероватно биле засноване на шпилу египатских мамелука који је уследио након преноса проналаска папира из Азије у западну Европу, а изумљен у или пре 14. века. До касних 1300-их Европљани су производили сопствене карте, а најранији обрасци су били засновани на шпилу Мамелука, али са варијацијама симбола одела и дворских карата.

## Дистрибуција
Употреба тарот карата за играње је једно време била распрострањена у целој Европи са изузетком Британских острва и Пиринејског полуострва. Након што су до 20. века губиле популарност, последњих деценија су доживеле ренесансу у неким земљама и регионима. На пример, француски тарот је био у великој мери ограничен на Провансу у 18. веку, али је 1950-их постао популаран у толикој мери да је 1973. године формирано Француско удружење тарота (Fédération Française de Tarot) и сам француски тарот је сада друга најпопуларнија игра картама у Француској. Таротске игре као што је Кенигруфен доживеле су значајан раст у Аустрији где се одржавају међународни турнири са другим нацијама, посебно из источне Европе које још увек играју такве игре, укључујући Мађарску, Румунију, Словачку и Словенију. Сматра се да је Данска једина скандинавска земља у којој се још увек играју тарот игре, дански тарот је дериват историјског немачког Гростарока. Игра кего поново расте у популарности у јужној немачкој области Баден. Италија наставља да игра регионално популарне игре са својим препознатљивим пакетима. То укључује: отокенто у Болоњи и сицилијански тарок у деловима Сицилије. У међувремену, Трокас и Трогу се и даље играју локално у деловима Швајцарске.

## Историја
Карте су први пут ушле у Европу крајем 14. века, али порекло је непознато. Први записи датирају из 1367. године у Берну и изгледа да су се веома брзо проширилe широм Европе, као што се може видети из записа, углавном о забрањеним карташким играма. Мало се зна о изгледу и броју ових карти; једину значајну информацију пружа текст Џона од Рајнфелдена из 1377. из Фрајбурга у Брајсгау, који, поред других верзија, описује основни пакет као који садржи још увек актуелне 4 боје од 13 карата, при чему су дворови обично краљ, обер и антер („маршали“), иако су даме и краљице већ тада били познате.
Први сачувани шпилови тарота потичу из 15. века и служили су за играње друштвених игара. Тек од 18. века забележени су први случајеви предвиђања судбине уз помоћ шпила. Временом, поједини окултисти су поставили хипотезу по којој су Темплари преузели ове симболичке плочице од тајног братства Друза у Либану. Тарот започиње са египатским пирамидама, пут га води преко Балбека, Акре све до Париза, стецишта реда Темплара. Кристијан Питоа, библиотекар у Министарству образовања (у време владавине Наполеона), написао је да су највеће научне тајне биле угравиране на малим таблицама тарота. Сам назив „Наби“ открива пророчку димензију тарота. Овакве тврдње о староегипатском и темпларском пореклу тарота нису утемељене на научним чињеницама и званична историја их одбацује.
Многи љубитељи езотеричних знања, па и Јунгу,. сматрају да је кључ енигме тарота садржан у двадесетпрвој карти, карти Свет или Универзум. Последња карта, XXI - Свет, има „главне“ знаке Зодијака - Водолију, Шкорпију, Лава и Бика у четири угла карте у лику Рибе, Орла, Лава и Бика, који су били добро познати Египћанима. Карта успоставља историјску везу са Египтом. Сфинга је била насликана на старим фрескама у људском лику, са телом бика, ногама лава и крилима орла који кореспондирају са четири Зодијачка знака карте Универзум, ова „космичка“ карта са зодијачким знацима и сликама Исуса, Универзума или Космичке Мајке представља и астролошко значење тарота. Зодијачки круг представља четири елемента у њихова три стања: Рађање или почетак еволуције, кулминацију и пад или инволуцију. Знакови ватре, земље, ваздуха и воде који се рађају са Овном, Биком, Близанцима и Раком кулминирају у Лаву, Девици, Ваги и Шкорпији, а крећу се у смеру пада са Стрелцем, Јарцем, Водолијом и Рибама.
У делу La Monde Primet (1773-1783) Антуан Кур де Жебелен, са Краљевске Академије у Рошелу, позива се на стару египатску књигу која је спашена из пожара у александријској библиотеци у време Цезарове инвазије на Египат.
„Она садржи њихово учење о непрестаном преображају личности и природе. Ова књига дневног Египта јесте древна и за тарот, који ми имамо у картама, само што ми у картама уместо сфингиног лика стављамо лик Папесе. Име Тарот се доводи у везу са Истоком, где је Високи Свештеник у древно доба био припадник државног култа.“
Антонио Драгони писао је, 1814. године да је Питагора пренео египатску окултну доктрину и преточио је у тарот. Ако се не броји карта Луда, са бројем 0, остаје у тароту 77 карата, дакле 11х7. Тих 77 карата су подељене у две групе - 3x7=21 карта са симболима или Велика Аркана и 8х7=56, Мала Аркана.
Елифас Леви је објавио 1856. године књигу „Догма и ритуал високе магије“ у којој доводи у везу слова хебрејске азбуке са картама Велике Аркане, а повезао је и 4 боје са пентаграма и симболици истинитог имена Божијег.
Мек Грегор Матерс 1888. године у књизи „тарот“ наводи неколико анаграма за речи Taro:
- Tora - Закон на хебрејском
- Troa - Врата на хебрејском
- Rota - Точак на латинском
- Orat - Говор, молити, хвалити на латинском
- Taor/Taur - Египатска богиња таме
- Ator/Athor - Египатска богиња радости - Hathor

Мартијано да Тортона у свом тексту који је написан 1418. године тврди да су се карте за играње појавиле у Европи негде око 1377. године, а Тарот карте 40 година касније. Он напомиње да су те карте биле, у симболичком смислу повезане са Грчком митологијом, и да су се на картама налазили цртежи Грчких божанстава.

## У другим уметностима
- Тарот карте су један од мотива у модернистичкој поеми „Пуста земља” Т. С. Елиота. Карте се спомињу од 43 до 55 стиха.[15]
- Милорад Павић, постмодернистички српски писац, написао је роман „Последња љубав у Цариграду” у облику водича за гледање у тарот. Прва издања укључивала су и посебно дизајнирани шпил, византијски тарот, који је осликао Иван Павић. Шпил је укључивао само карте велике аркане.[16]